# Trisateles consonalis
Trisateles consonalis är en fjärilsart som beskrevs av Arnold Spuler 1907. Trisateles consonalis ingår i släktet Trisateles och familjen nattflyn. Inga underarter finns listade i Catalogue of Life.